# SUNSET-STUDIO FMY EVENING TERMINAL
SUNSET-STUDIO FMY EVENING TERMINAL（サンセット・スタジオ・エフエムワイ・イブニング・ターミナル）は、エフエム山口で放送されていた情報番組。略称・通称は、イブニング・ターミナル。バラエティ要素の強いものはこの後の「さでこみ」や金曜の「フライデー・スーパー・フリーク」に任せ、FMYの中では硬派な番組となっていた。この時間帯の後番組はparadise radio。

## 放送時間
- 17:00 - 19:30 1989年4月3日 - 1999年4月1日 ※1998年3月27日をもって金曜の放送打ち切り（一部コーナーは「フライデー・スーパー・フリーク」へ移行）。
- 17:00 - 18:55 1999年4月5日 - 2001年12月27日（S@DE Communication さでこみスタートのため終了時間が早まった） ※ここまでの期間中、年末年始は放送をお休みし、「EVENING JAPAN」などといったJFNC番組を放送していた。
- 17:10 - 18:55 2002年1月7日 - 2002年3月28日（2001年10月スタートのENEOS ON THE WAY COMEDY 道草の枠移動に伴う。スタート当初はJUNGLE Hotlineを途中で飛び降りて16:45から放送していたが、のちに17:00の時報明けに移動した） ※ここ以降はJFNCの生放送番組が無くなったため、休まず放送した。
- 16:00 - 18:55 2002年4月1日 - 2003年3月27日（JUNGLE HotlineなどのJFNCネット枠を打ち切って繰り上げ）

## DJを務めたことのあるパーソナリティ
- 飯島彩子
- 木谷美帆 - 元・エフエム山口アナウンサー、2010年現在は関西を地盤に活動するフリーアナウンサー。
- 井村由美子 - 元・エフエム山口アナウンサー
- 大和良子 - 大阪FM802でデビュー後、エフエム山口でも活動。番組終了後は一旦FMYから離れ、tysテレビ山口などに出演していた。2010年現在、Morning Streetに出演中。
- 鈴木晶久 - 元・エフエム山口アナウンサー。その後もFMYに出演していたが2010年3月に退社。現在は関東を地盤に活動するフリーアナウンサー
- 原田かおり - 山口県を地盤に活動するフリーアナウンサー。FMY出演後は山口放送を中心に活動している。なお、同姓同名の声優とは別人。

## 2001年4月の番組内容
- 17:00 オープニング
- 17:23 イヴニングターミナル・ニュースフラッシュ
- 17:30 道路交通情報
- 17:35 情報マップ タウン トゥ タウン
- 17:45 クルージング・ターミナル（曲やタウン誌情報、最近の話題）
- 18:00 パークサイド・ターミナル（曲やタウン誌情報、最近の話題）
- 18:12 ビート・オン・スポーツ
- 18:20 道路交通情報
- 18:25 フリーウェイ・ターミナル（曲やタウン誌情報、最近の話題）
- 18:43 フォーチュン・ターミナル
- 18:48 ウェザー・ターミナル
- 18:51 エンディング+“さでこみ”番組案内

## 2003年3月の番組内容
- 16:00 オープニング
- 16:10 ピック・アップ・ニュース
- 16:21 FMラジオショッピング
- 16:26 sho-chu-★SPIRIT - 恵良貴子が出演。2003年秋に終了。
- 16:55 GEORGIA Break - 新井道子アナウンサー。
- 17:00
- 17:10 ENEOS ON THE WAY COMEDY 道草
- 17:20 イブニングターミナル・ニュースフラッシュ
- 17:30 道路交通情報
- 17:35 情報マップ タウン トゥ タウン
- 17:45 クルージング・ターミナル
- 18:00 パークサイド・ターミナル
- 18:12 ビート・オン・スポーツ
- 18:20 道路交通情報
- 18:25 フリーウェイ・ターミナル
- 18:43 フォーチュン・ターミナル
- 18:48 ウェザー・ターミナル
- 18:51 エンディング+“さでこみ”番組案内

| エフエム山口 月 - 木 16時台の番組 | エフエム山口 月 - 木 16時台の番組                             | エフエム山口 月 - 木 16時台の番組              |
| 前番組 | 番組名                                                        | 次番組                                         |
| --- | ------------------------------------------------------------- | ---------------------------------------------- |
| JUNGLE Hotline （打ち切り） | SUNSET-STUDIO FMY EVENING TERMINAL （2002年4月 - 2003年3月）  | JUNGLE Hotline （再開）                        |
| エフエム山口 月 - 木 17:00 - 17:10の番組 |                                                               |                                                |
| FMヤングスタジオ-ワールド・ヒット決定版- →College Radio Japan ※JFNC制作 | SUNSET-STUDIO FMY EVENING TERMINAL （1989年4月 - 2001年12月） | ENEOS ON THE WAY COMEDY 道草 （→15分繰り下げ） |
| エフエム山口 月 - 木 17:00 - 17:10の番組 |                                                               |                                                |
| ENEOS ON THE WAY COMEDY 道草 （→5分繰り下げ当番組に内包） | SUNSET-STUDIO FMY EVENING TERMINAL （2002年4月 - 2003年3月）  | paradise radio                                 |
| エフエム山口 月 - 木 17:10 - 18:55の番組 |                                                               |                                                |
| 17:10 - 18:00 FMヤングスタジオ-ワールド・ヒット決定版- →ワールド・チャート・ネットワーク（17:15 - ） ※JFNC制作18:00 - 18:55 FMヤングスタジオ-アイドル・ヒット決定版- ※JFNC制作 | SUNSET-STUDIO FMY EVENING TERMINAL （1989年4月 - 2003年3月）  | paradise radio                                 |
| エフエム山口 月 - 木 19時台前半の番組 |                                                               |                                                |
| FM歌謡列島 →FM歌謡リクエスト →トワイライト7〜オール・リクエスト・タイム〜 ※JFNC制作                                                                                            | SUNSET-STUDIO FMY EVENING TERMINAL （1989年4月 - 1999年3月）  | S@DE Communication さでこみ (19:00 - 19:55)    |

| スタブアイコン | サブスタブ | この項目は、まだ閲覧者の調べものの参照としては役立たない、ラジオ番組に関連した書きかけの項目です。この項目を加筆・訂正などしてくださる協力者を求めています（P:ラジオ/PJ:放送番組）。 |